# Apartadó
Apartadó ist eine Gemeinde (municipio) in der Region Urabá im Departamento Antioquia in der Región Caribe im Norden Kolumbiens. Der Name Apartadó bedeutet in einer indigenen Sprache Bananen-Fluss.

## Geographie
Apartadó liegt auf einer Höhe von 25 m ü. NN 336 Kilometer nördlich von Medellín in der Region Urabá in der Nähe des Karibischen Meers. An die Gemeinde grenzen im Norden Turbo, im Osten das Departamento Córdoba (Tierralta und Valencia) und im Süden Carepa.

## Bevölkerung
Die Gemeinde Apartadó hat 131.754 Einwohner, von denen 111.579 im städtischen Teil (cabecera municipal) der Gemeinde leben (Stand: 2022).

## Geschichte
Die Geschichte von Apartadó geht auf den Bau einer Straßenverbindung zur Karibikküste und den Beginn politischer Verfolgungen und Vertreibungen nach der Ermordung des Präsidentschaftskandidaten Jorge Eliécer Gaitán 1948 zurück. Seit 1967 hat Apartadó den Status einer Gemeinde.

## Wirtschaft
Der wichtigste Wirtschaftszweig in Apartadó ist die Landwirtschaft. Es werden Bananen, Yuca, Mais und Kakao angebaut. Außerdem spielen Rinderproduktion, Holzwirtschaft und Kunsthandwerk eine Rolle.

## Infrastruktur
Apartadó verfügt über einen Flughafen, den Flughafen Antonio Roldán Betancourt, der auf dem Gebiet der Nachbargemeinde Carepa liegt und von dem vor allem Flugverbindungen nach Medellín bestehen.

## Söhne und Töchter der Stadt
- Ever Palacios (* 1969), Fußballspieler
- Elkin Murillo (* 1977), Fußballspieler
- Aquivaldo Mosquera (* 1981), Fußballspieler
- Arley Ibargüen (* 1982), Speerwerfer
- Caterine Ibargüen (* 1984), Leichtathletin
- Eleider Álvarez (* 1984), Boxer
- Yosiris Urrutia (* 1986), Leichtathletin
- John Jairo Mosquera (* 1988), Fußballspieler
- Jorge Vivas (* 1988), Boxsportler
- Rubén Murillo (* 1990), Bahnradsportler
- Yorleys Mena (* 1991), Fußballspieler
- Francisco Mosquera (* 1992), Gewichtheber
- Diego Palomeque (* 1993), Sprinter
- Mauricio Ortega (* 1994), Diskuswerfer